# 数书九章

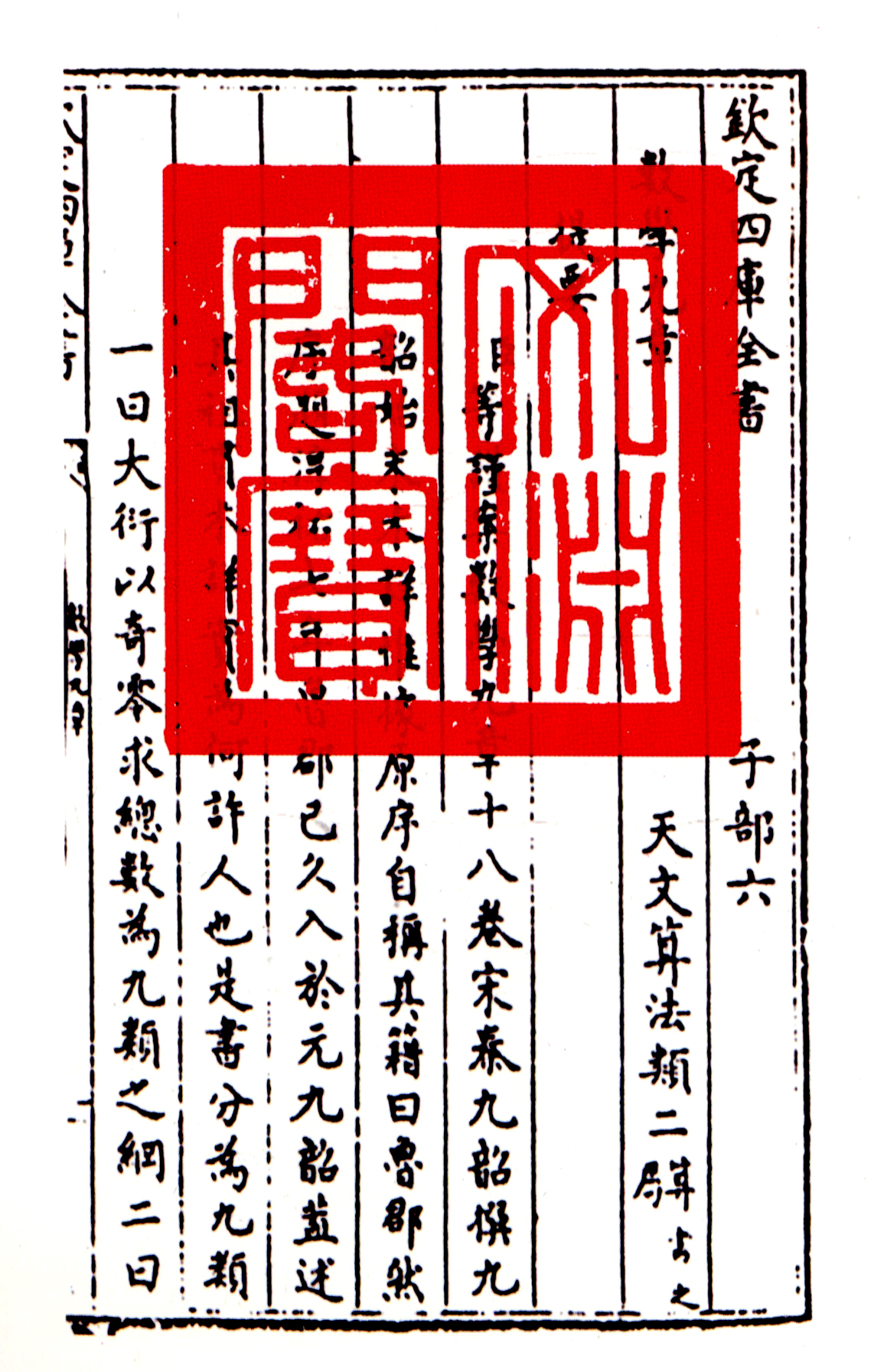
钦定《四库全书》 《数书九章》

《数书九章》又名《數學九章》，共18卷，南宋数学家秦九韶著于淳祐七年（1247年）。

## 题材

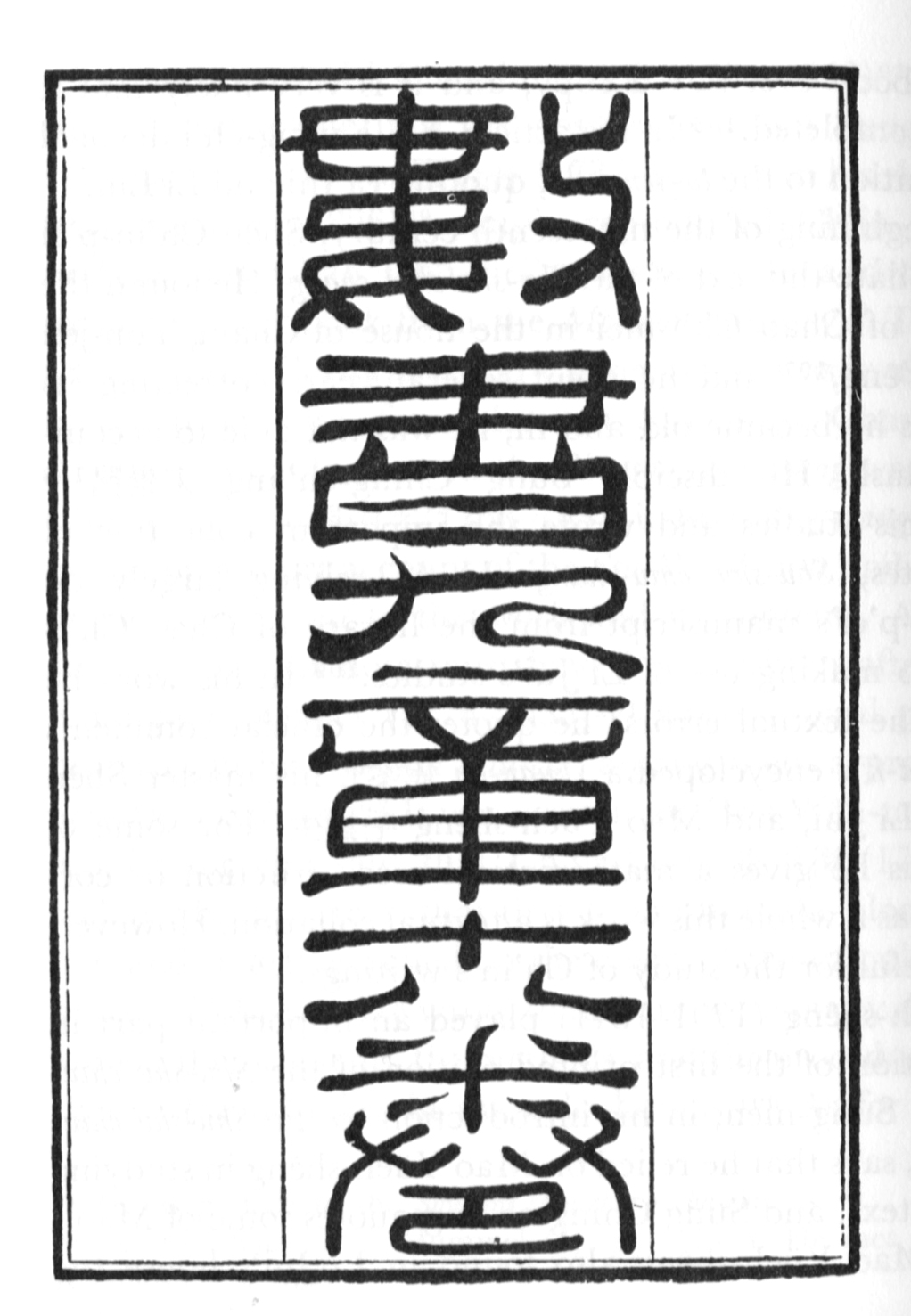
宜稼堂 《数书九章》十八卷

《数书九章》题材广泛，取自宋代社会各方面，包括农业、天文、水利、城市布局、建筑工程、测量、赋税、兵器、军旅等方面，是一部实用数学大全。
《数书九章》十八卷，分为九类，每类九问，共九九八十一问。
- 第一，二卷：一大衍类：蓍卦发微，古历会积，推计土功，推库额钱，分粜推原，程行计地，程行相及，积尺寻源，余米推数。
- 第三，四卷：二天时类；推气治历，治历推闰，治历演纪，缀术推星，揆日究微，天池测雨，圆罂测雨，峻积验雪，竹器验雪。
- 第五，六卷：三田域类；尖田求积，三斜求积，斜荡求积，计地容民，蕉田求积，均分梯田，漂田推积，环田三积，围田先计。
- 第七，八卷：四测望类；望山高远，临台测水，陡岸测水，表望方城，遥度圆城，望敌圆营，望敌远近，古池推元，表望浮图。
- 第九，十卷：五赋役类；服邑修赋，围田租亩，筑梗均劳，宽减屯租，户田均宽，均科绵税，户税移割，移运均劳，均定劝分。
- 第十一，十二卷：六钱谷类；折解轻赍，算回运费，课籴贵贱，囤积量容，积仓知数，推知籴数，分定纲解，累收库本，米穀粒分。
- 第十三，十四卷：七营建类；计定城筑，楼橹功料，计造石坝，计浚河渠，计作清台，堂皇程筑，砌砖计积，竹围芦束，积木计余。
- 第十五，十六卷：八军旅类；计立方营，方变锐阵，计布圆阵，圆营敷布，望知敌众，均敷徭役，先计军程，军器功程，计造军衣。
- 第十七，十八卷：九事物类；推求物价，均货摊本，互易推本，菽粟互易，推计互易，炼金计值，推本求息，推求典本，僦值推原。

## 内容

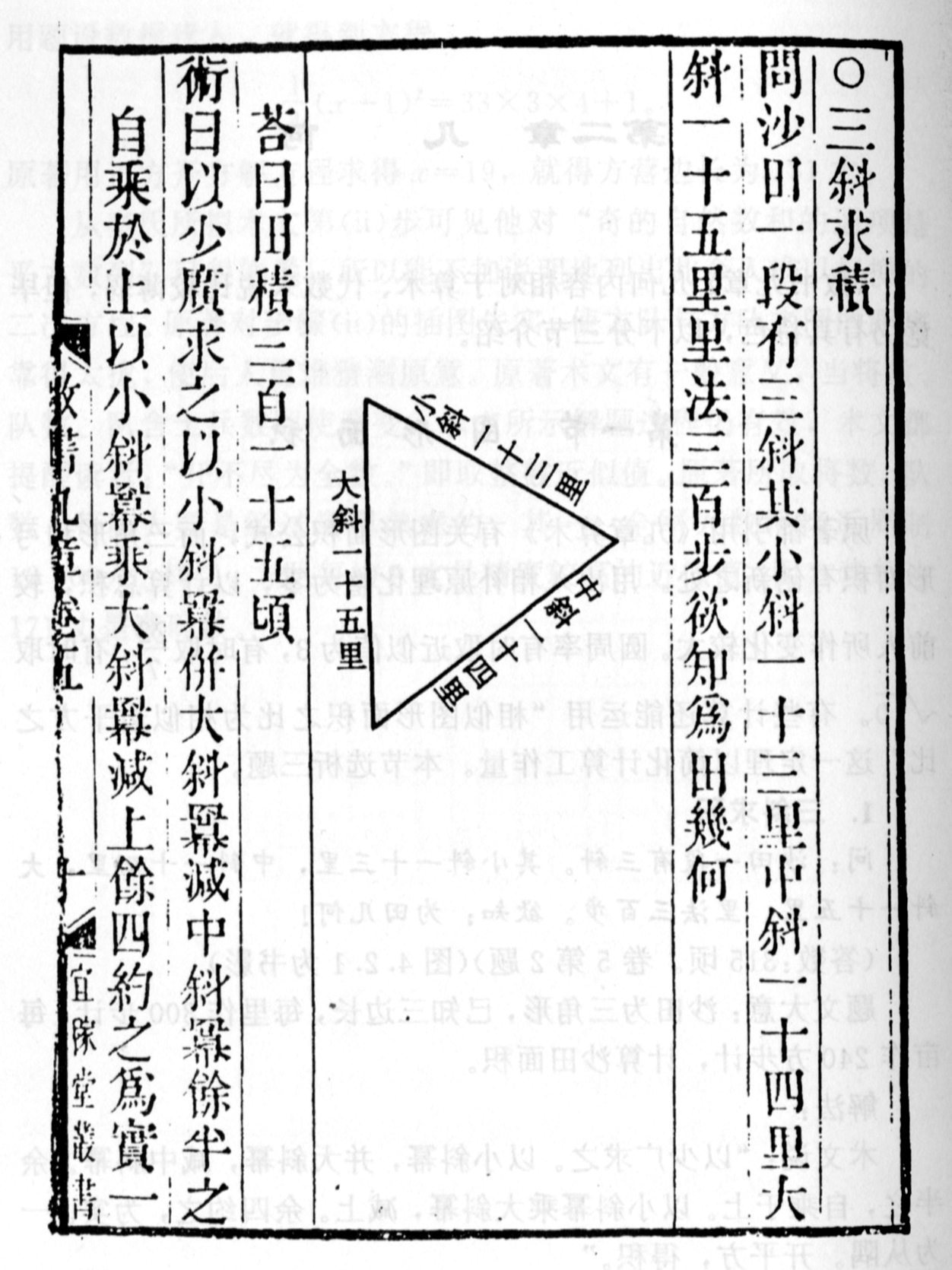
《数书九章》 三斜求积

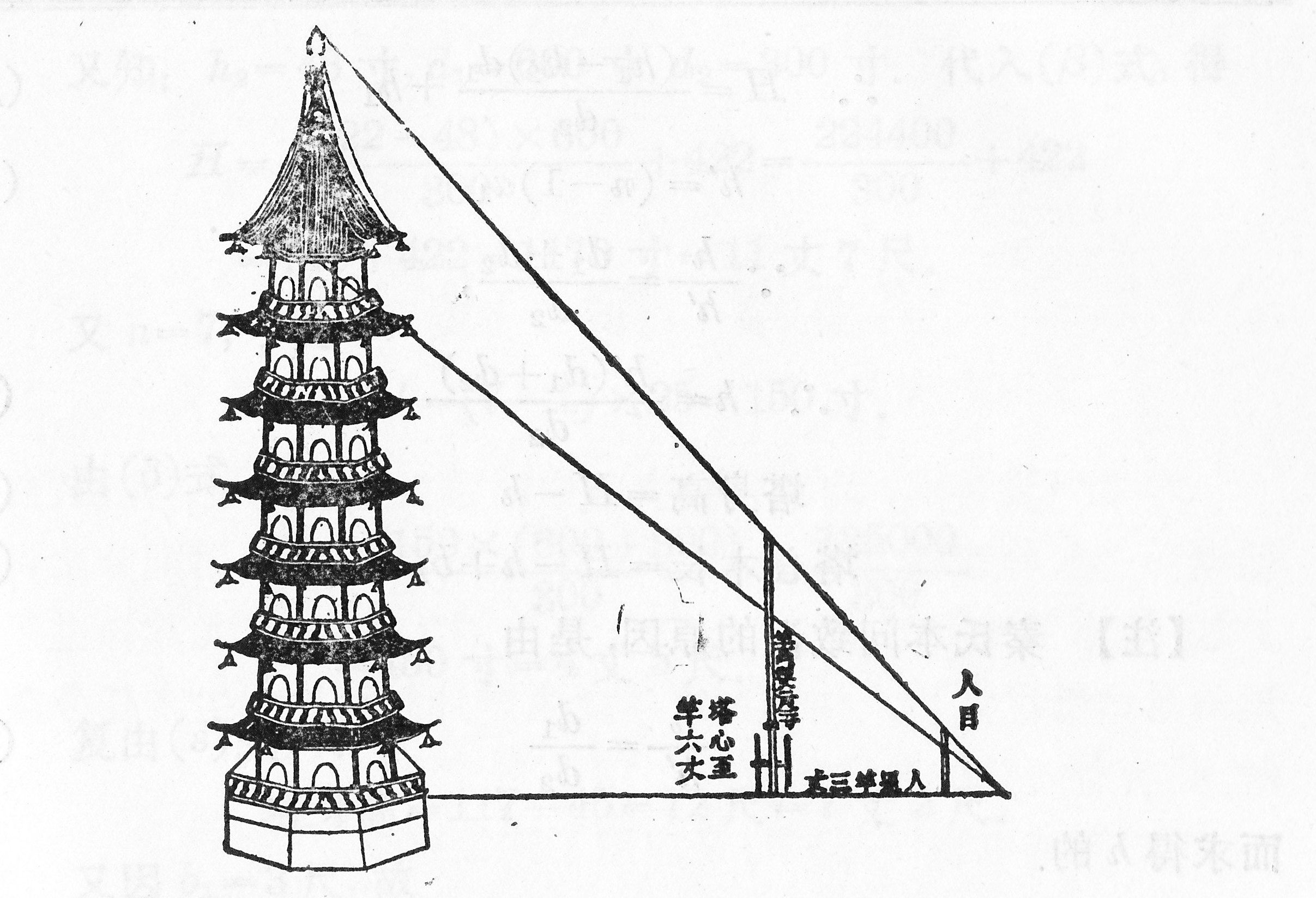
表望浮屠

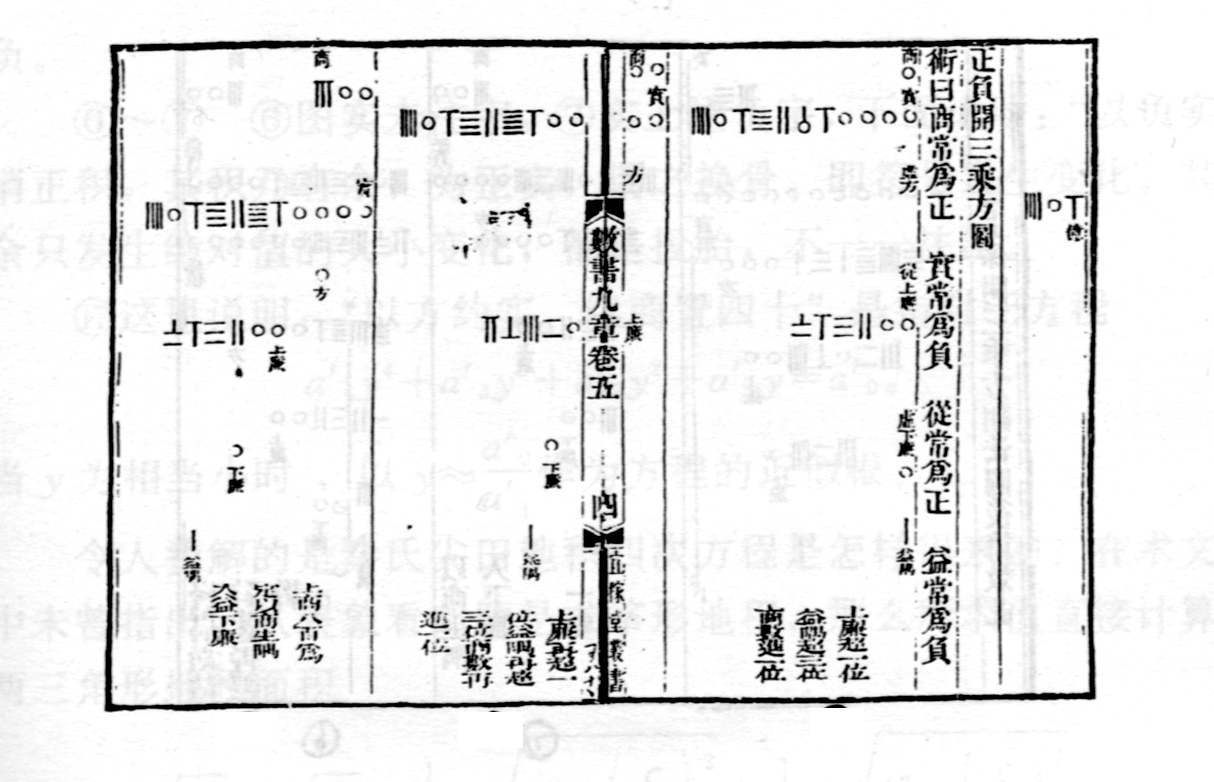
宜稼堂 《数书九章》正负开三乘方图

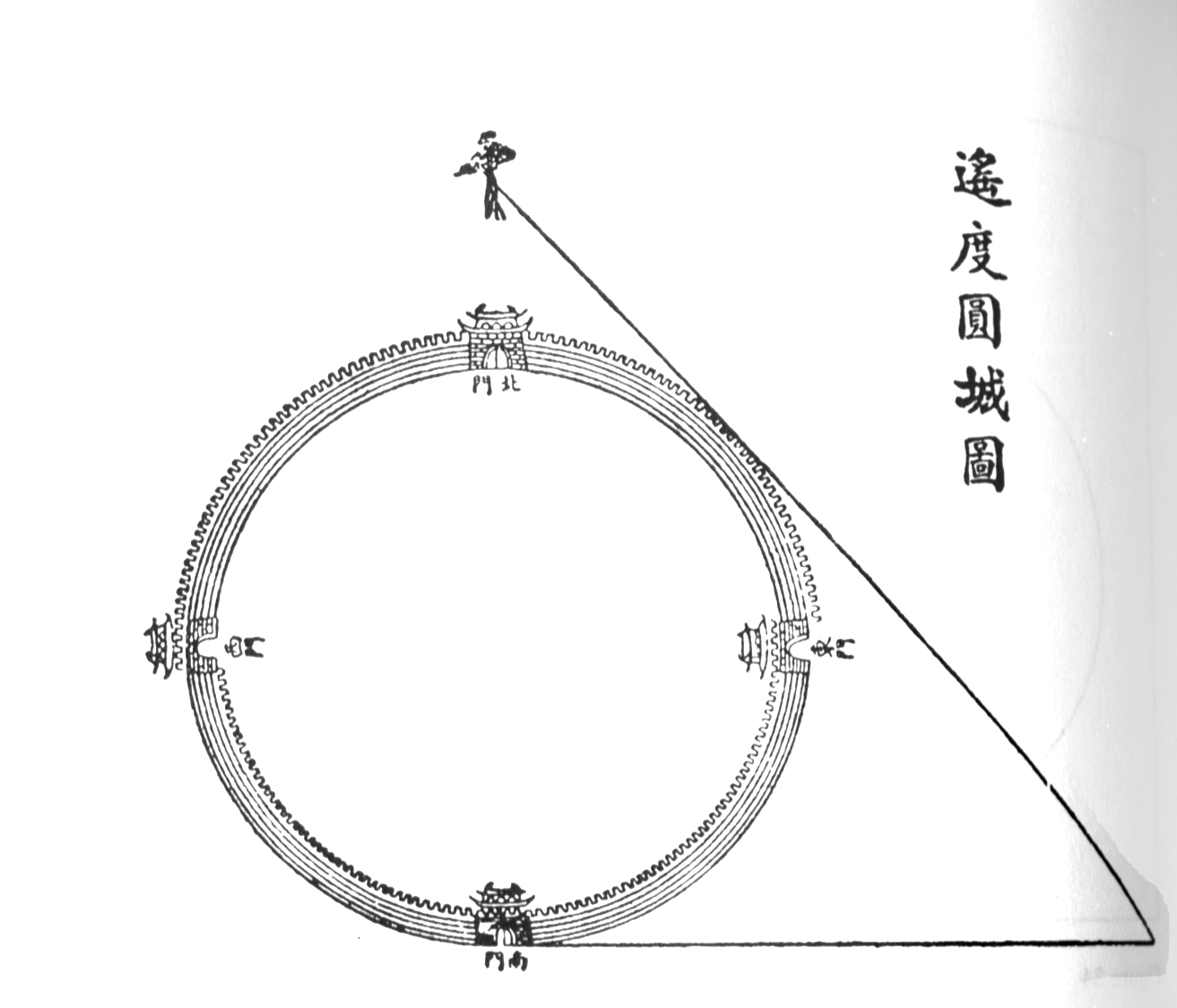
遥度圆城

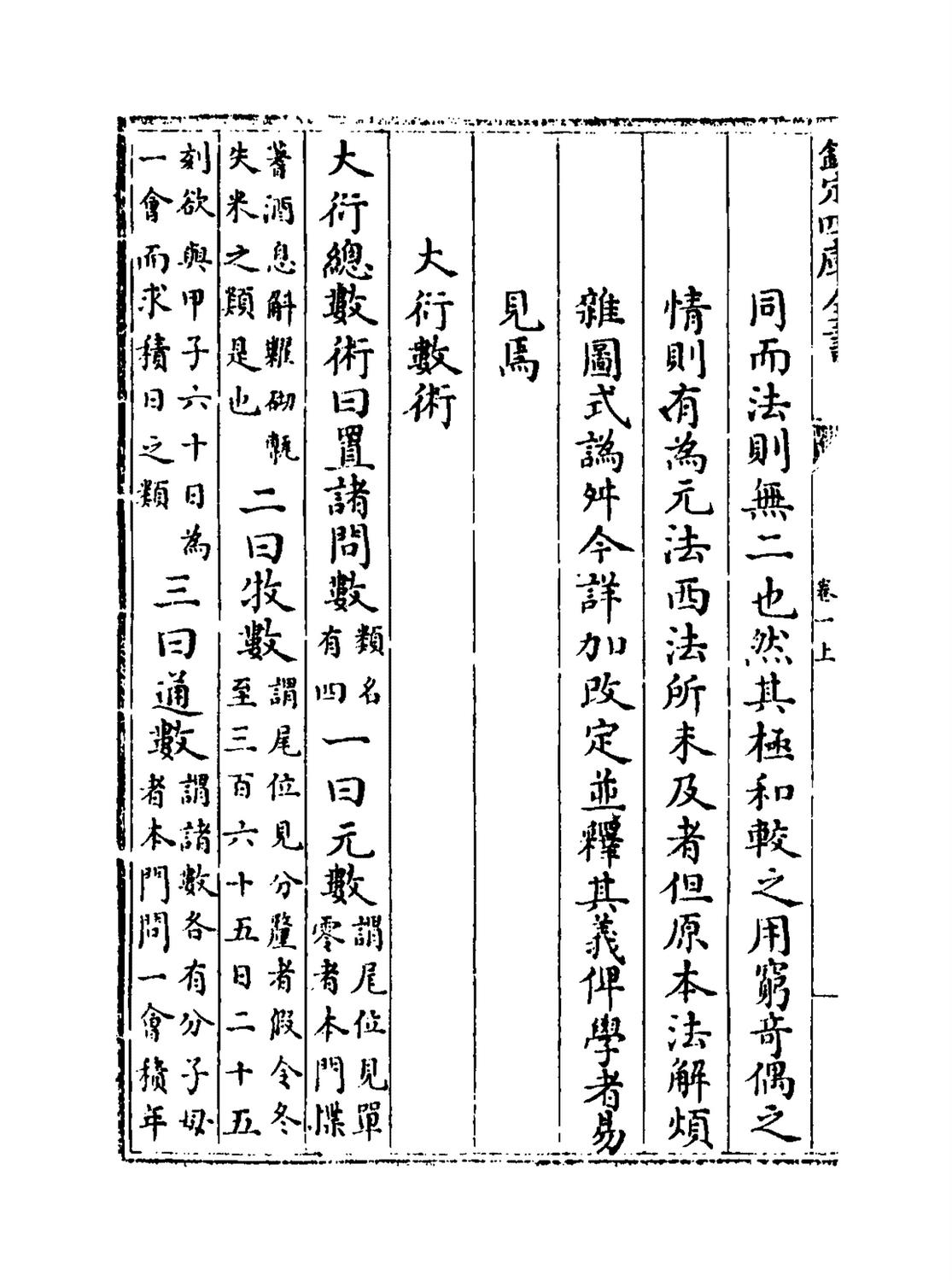
秦九韶大衍术

### 算术
- 用分数计算折扣；折解轻赍，米穀粒分，课籴贵贱。
- 百分比计算；炼金计值，推求典本，累收库本。
- 比例；先计军程，均科绵税，堂皇程筑，军器功程，互易推本，菽粟互易，推计互易。
- 盈不足术；计造军衣。
- 级数；缀术推星，计造石坝，积木计余，圆营敷布，竹围芦束，推本求息，计立方营。

### 几何学
- 面积计算；三斜求积，斜荡求积，蕉田求积。

《数书九章》第五卷 第二问“三斜求積”。

问沙田一段，有三斜，其小斜一十三里，中斜一十四里，大斜一十五里。里法三百步，欲知为田几何？
答曰：田积三百一十五顷。
术曰：以少广求之。以小斜幂并大斜幂减中斜幂，余半之，自乘于上。以小斜幂乘大斜幂，减上，余四约之，为实。一为从隅，开平方之，得积。

其中，“三斜”即“大斜”、“中斜”、“小斜”，是三角形从大到小的三条边。秦九韶列出的面积公式是：
{\displaystyle A={\sqrt {{\frac {1}{4}}\left[a^{2}c^{2}-\left({\frac {a^{2}+c^{2}-b^{2}}{2}}\right)^{2}\right]}}}，其中{\displaystyle a\geq b\geq c} ，
这个公式和海倫公式是等价的。
- 重差测量；望山高远，临台测水，陡岸测水，表望方城，遥度圆城，望敌圆营，表望浮图。

- 体积计算；天池测雨，圆罂测雨。

### 多项式方程
- 均分梯田，古池推元，囤积量容，计布圆阵，推知籴数，尖田求积，环田三积，遥度圆城。

秦九韶的《数书九章》详细叙述二十六个二次到十次方程的的实数根的数值解，其中包含二十个二次方程，一个三次方程，四个四次方程和一个十次方程 。三上义夫指出，秦九韶算法起源于汉代《九章算术》的开方法。前苏联数学史家尤什克维奇说“这是中国传统数学最伟大成就之一”，他还说印度人不知有此方法，而阿拉伯数学家可能从中国先人传入此方法，六百年之后，英国数学家威廉·喬治·霍納重新发现此法。
《数书九章》“《遥度圆城》” 题列出一个十次方程，求解圆城的直径：
{\displaystyle x^{10}+15x^{8}+72x^{6}-864x^{4}-11664x^{2}-34992=0}，得精确解 {\displaystyle x=3} 。

### 线性方程组
- 缀术推星，推求物价，均货摊本。

线性方程组的消元法起源于《九章算术》卷八《方程》章。秦九韶在《数书九章》卷17第73问发展了《九章算术》的消元法，创造了互乘消元法。

### 大衍术
- 蓍卦发微，古历会积，推计土功，推库额钱，分粜推原，程行计地，程行相及，积尺寻源，余米推数。

### 天文历法
- 古历会积，求上元积年
- 推气置历，求冬至时间。
- 治历推闰，
- 治历演记，求上元积年。
- 缀术推星，计算木星的运行速度。
- 揆日究微。

## 版本
- 明 《永乐大典》 《数学九章》 十八卷
- 清 《四库全书》 《数学九章》 三册
- 清 道光 宜稼堂丛书 《数书九章》
- 商务印书馆 丛书集成。《数书九章》一至五册。#1269-#1273。按宜稼堂丛书本排印。
- 秦九韶 原著，王守义 遗著，李俨 审校：《数书九章新释》。安徽科学技术出版社，1992。ISBN 7-5337-0788-5/O

### 引用
1. ↑    Libbrecht, p189.
2. ↑   Libbrecht, p8.
3. ↑  吴文俊 《中国数学史大系》 302-309页
4. ↑  王守义 第5页